# Parc de la Pegaso
Parc de la Pegaso är en park i Spanien.   Den ligger i provinsen Província de Barcelona och regionen Katalonien, i den östra delen av landet, 500 km öster om huvudstaden Madrid. Parc de la Pegaso ligger 35 meter över havet.
Terrängen runt Parc de la Pegaso är platt åt sydost, men åt nordväst är den kuperad. Havet är nära Parc de la Pegaso åt sydost.  Närmaste större samhälle är Barcelona, 4,9 km sydväst om Parc de la Pegaso. 